# Józef Daniluk
Józef Daniluk vel Danyluk, ps. Józef Danek (ur. 1842 we Lwowie, zm. 8 lutego 1904 tamże) – polski działacz socjalistyczny, zecer.

## Życiorys
Od wczesnej młodości był zaangażowany politycznie, wśród robotników szerzył idee socjalistyczne. Był inicjatorem powstania kółek socjalistycznych. Podczas powstania styczniowego nielegalnie składał i wydawał druki powstańcze, które następnie rozprowadzał wśród środowisk powstańczych.
Po przybyciu do Lwowa Bolesława Limanowskiego założył wraz z Bolesławem Czerwieńskim dwutygodnik „Praca”, który zaczął się ukazywać od połowy 1878. Początkowo podtytuł głosił, że jest to dwutygodnik poświęcony sprawom drukarstwa i miał być gazetą zawodową. Pod koniec 1878 we Lwowie zatrzymał się Ludwik Waryński, zapewne za jego sprawą gazeta stała się organem robotniczym. Podtytuł zmienił się na „Dwutygodnik poświęcony sprawom klas pracujących”, stając się w ten sposób nośnikiem akcji propagandowych partii Proletariat. Reakcja władz polegała na szykanach wobec członków redakcji, konfiskacie czasopism oraz wprowadzeniu cenzury. Ponieważ „Praca” zawierała wiele felietonów Bolesława Limanowskiego, został on zmuszony do opuszczenia Galicji.
Józef Daniluk był jednym z inicjatorów strajków robotniczych, a po 1890 został organizatorem obchodów święta robotniczego 1 Maja we Lwowie.